# David Lange

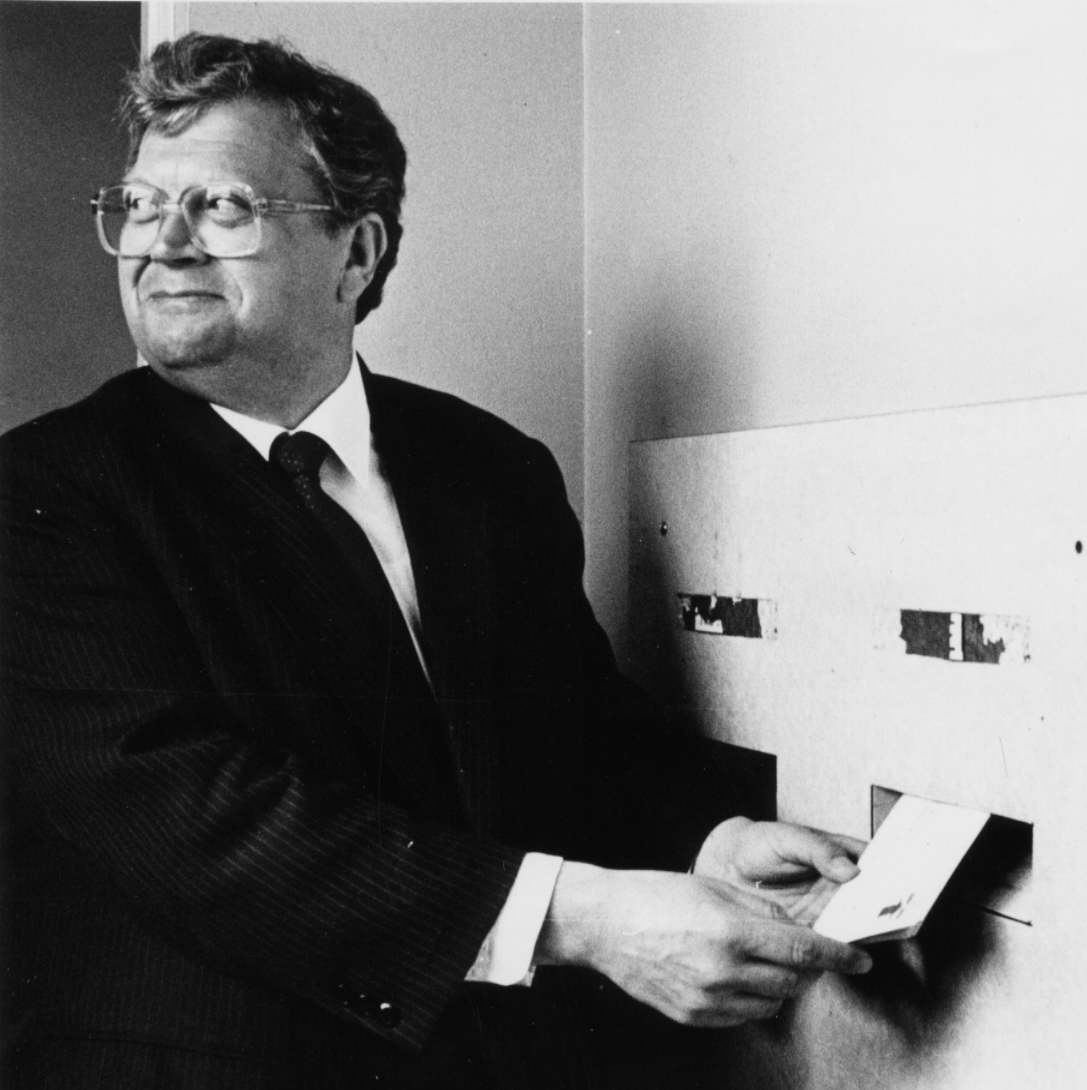
David Lange

David Russell Lange  (Otahuhu, 4 augustus 1942 - Auckland, 13 augustus 2005) was een Nieuw-Zeelandse jurist en politicus. Van 1984 tot 1989 was hij premier.
Lange werd geboren als zoon van een arts van Duitse afkomst. Het gezin verhuisde naar Auckland, waar Lange opgroeide in een zuidelijke buitenwijk. Hij studeerde rechten aan de Auckland University waar hij in 1965 afstudeerde. Tijdens zijn studie werkte Lange in een fabriek voor diepvriesvlees. Hij promoveerde in 1970 en werkte enkele jaren als advocaat.
In 1977 kwam Lange na een tussentijdse verkiezing in het parlement als Labour-vertegenwoordiger voor Mangere, een arbeiderswijk in Auckland met een grote Maori-bevolkingsgroep. In 1983 volgde hij Bill Rowling op als leider van de oppositie, en in 1984 werd Lange de jongste premier van Nieuw-Zeeland in de 20e eeuw. Tot 1987 was hij tevens minister van buitenlandse zaken. Bij de verkiezingen van 1987 won de regering-Lange; het kiezersaandeel bleek zelfs te zijn gegroeid.
Lange werd internationaal bekend door het instellen van een kernwapenvrije zone en door zijn verzet tegen atoomproeven in de Stille Oceaan. In 2003 werd hem hiervoor de Right Livelihood Award toegekend, een alternatieve Nobelprijs. In de jaren 1985-1986 kwam de regering-Lange in conflict met de Verenigde Staten, toen het aan schepen met kernwapens aan boord, en/of aandrijving door middel van kernenergie, werd verboden Nieuw-Zeeland te bezoeken. Als reactie hierop schortten de Verenigde Staten de verplichtingen op die zij tegenover Nieuw-Zeeland hadden krachtens het ANZUS-pact, het militair bondgenootschap tussen de Verenigde Staten, Australië en Nieuw-Zeeland. De binnenlandse politiek van Lange werd gekenmerkt door privatisering en vormde een breuk met het keynesiaanse beleid van Labour tot dan toe. Na een reeks van conflicten binnen de partij trad Lange in 1989 terug als premier ten gunste van Geoffrey Palmer. Van 1989 tot 1990 was hij officier van justitie. In 1996 gaf hij om gezondheidsredenen zijn parlementszetel op. Hij overleed in Auckland op op 63-jarige leeftijd.
David Lange had gedurende zijn hele leven last van obesitas. In 1982 woog hij 165 kilo. Hij liet een deel van zijn maag afnieten om gewicht te verliezen. Zijn bijtende spot en ad rem verbaal vermogen schreef hij toe aan de noodzaak zich tijdens zijn jeugd te verdedigen tegen pesterijen.